# Битка код Кршког (1573)
Битка код Кршког (1573) била је део хрватскословеначке сељачке буне 1573.

## Увод

### Буна
Хрватско-словеначка сељачка буна 1573. избила је као последица тешког положаја хрватских и словеначких кметова у каснијем раздобљу феудализма. Племство и свештенство, на које се у борби против Турака и кметова ослањала краљевска власт, уживало је привилегије и сва политичка права, док је сасвим бесправно сељаштво сносило све пореске терете државе и цркве, посебно тешке урбаријалне намете властеле (кулук, тлака). Уз то, сељаштво је највише било изложено пустошењима Турака, па је подносило и знатан терет борбе против њих.
Устанак је избио 29. јануара 1573. истовремено у целом Хрватском Загорју и јужно од Саве на подручју: Мокрице, Самобор, Окић, Јастребарско, а у Штајерској од Бизељског до Подчетртка, ширећи се према Брежицама. Грегорић је са одредом освојио Цесарград уз помоћ бизељских кметова.

#### Поход у Штајерску
Буна словеначких кметова, под вођством бравара Павла Штерца и обућара Кукеца, проширила се 1. фебруара од Куншперка до Пилштања. Грегорић је 2. фебруара допро са одредом до ушћа Сутле у Саву, овладао прелазима код Мокрица и 3. фебруара упао у Брежице, не заузевши тамошњи замак. Продужио је за Видем, ојачан брежичким кметовима; Кршко му се предало 4. фебруара без борбе.

### Хрватска војска у 16. веку
Хрватску војску средином 16. века (након 1553) чинила су 3 дела:
- стајаћа, плаћеничка војска у Војној крајини, под командом Врховног Капетана (нем. оberster Feldhauptman), а од 1569. двојице потпуковника (нем. Oberstlieutnant) (за Хрватску и Славонију) које поставља лично краљ: 4.200 најамника (200 оклопних коњаника-аркебузира, 1.000 немачких и 1.000 домаћих пешака-харамија о трошку краља и сталежа Крањске и Штајерске, 600 лаких коњаника (хусара) и 400 харамија о трошку бана, и још 1.050 војника о трошку Врховног Капетана-који је морао бити знатан великаш). Осим тога, сво становништво Војне крајине било је ослобођено феудалних намета и подељено у војводства, која су у случају узбуне давала још 30-40 чета неплаћене народне војске-око 2.000 харамија и 500 хусара. Пешаци крајишке војске називали су се харамијама или ускоцима, и били су већином наоружани ватреним оружјем; од 3.000 харамија у Војној крајини у 16. веку, плаћених пребега (ускока) било је око 1.000, остатак су чинили домаћи људи.[3]
- феудална војска, тзв. бандерије, коњички одреди бана и појединих великаша. Хрватска је 1492. имала 20 бандерија (по 500 људи) са око 10.000 коњаника. Због турског освајања, средином 16. века број бандерија је спао на 12, а њихова величина на 400 људи (200 оклопника и 200 хусара)-укупно мање од 5.000 коњаника: после пораза у бици на Крбавском пољу 1493, ниједан великаш осим бискупа, кнезова Зринских и Франкопана није могао да скупи потпуну бандерију.[4]
- општи позив, тзв. општи, земаљски или пучки устанак (лат. insurrectio, generalis expeditio), на који се мора лично одазвати сваки племић и слободњак, и опремити 1 коњаника (са копљем, мачем и штитом) на 10 кметовских димњака, а на сваки димњак по 1-2 пушкара или стрелца.[4]

### Супротстављене снаге
Пошто је сељачка буна у суштини била грађански рат у Хрватској, то су се на бојиштима сукобили разни делови хрватске војске. На бојишту код Кршког, побуњени хрватски и словеначки сељаци сукобили су се са крајишком војском из Жумберачке капетаније (и могуће из Бихаћа). Тако се заправо кметски део општег позива сукобио са краљевским најамницима-ускоцима (харамијама), немачком пешадијом и хусарима.

#### Господа
Крајишки капетан Јосип Турн, заповедник Жумберачке капетаније, имао је под својом командом око 500 најамника: ускока (харамија) немачких пешака и коњаника, уз одред коњаника из Бихаћке капетаније, које је предводио поручник Данило Ласер. Ускоци (харамије) већином су били наоружани ватреним оружјем, немачку пешадију чинили су копљаници и мускетири, док се коњица углавном састојала од малог броја оклопника (аркебузира) и већег броја хусара.

#### Побуњени сељаци
Устанички капетан Никола Купинић водио је преко 2.000 хрватских и словеначких кметова, а могуће је да је добио још појачања из околине. Већина кметова имала је бар неког ратног искуства, служећи у општем позиву против Турака као пешаци-копљаници и пушкари (по 1-2 из сваке куће) и лаки коњаници (по 1 на 10 домова). Такође, стубички и суседградски кметови борили су се у служби Хенинговаца у њиховом приватном рату против Тахија и бана Петра Ердедија: тако су Хенинговци наоружали 800 кметова за освајање замка у Стубици (27. јануара 1565), а подбан Амброз Грегоријанец наоружао је чак 3.000 кметова за битку против банске војске код Суседграда (3. јула 1565), коју су кметови, мимо свих очекивања, добили. Међутим, у тренутку побуне, највећи део оружја и муниције сељачке народне војске био је ван домашаја побуњеника - у утврђеним замковима господара. Једини замкови освојени током буне били су Цесарград (пао 29. јануара) и Кршко (предало се 4-5. фебруара), где су кметови свакако заробили нешто пушака, сабаља, копаља и неколико (8—10) лаких топова - лубарди. Међутим, оружје из Цесарграда подељено је између Грегорићеве и Гупчеве војске у Стубици, а оно из Кршког између Грегорићевог и Купинићевог одреда, а муниције и барута било је мало. Према томе, већина сељака били су пешаци наоружани секирама, млатовима и косама, са нешто пушака (и врло мало муниције), а највише 10% могли су се борити као лаки коњаници (свакако са непотпуном опремом). У недостатку пушака, лук и стрела још увек су били популарно оружје кметова у народној војсци (општем позиву).

## Битка
После пустошења Брежица 3. фебруара, устаници су 5. фебруара ушли у Кршко, које им се, после преговора, предало без борбе. Истог дана устаничке снаге под командом Илије Грегорића у рејону Видема подељене су у две групе. Већи део (цени се на око 2.000 кметова), под командом капетана Николе Купинића пребачен је на десну обалу Саве у Кршко, одакле је имао да наступа долином Крке ка Новом Месту са задатком да дигне на буну кметове у том делу Крањске и ускоке у Жумберку и око Метлике, и да се повеже са кметовском војском у рејону Костањевице.
За то време, сазнавши за бунтовно расположење међу ускоцима Жумберачке капетаније (због неисплаћених плата, за које краљевска комора често није имала новца), крајишки капетан из Костањевице Јосип Турн исплатио им је заостале плате од сопственог новца, а затим обесио тројицу најбунтовнијих ускочких старешина.
Повративши дисциплину међу ускоцима, капетан Турн је већ 5. фебруара (истог дана када се устаничка војска поделила и прешла у Крањску) избио пред Кршко са одредом од око 500 људи, како би спречио даље ширење побуне у Крањској. Кметови су се пред мањим, али добро организованим одредом професионалних војника повукли у место и тврђаву Кршко. Не губећи време, племићке снаге су јуришем пешадије и коњице са разних страна, у кратком боју, заузеле Кршко. Бројно надмоћније устаничке снаге биле су разбијене.
Тај пораз сељачке војске имао је одлучујући утицај на сплашњавање кметовског покрета у Крањској и Штајерској.

## Последице
Пошто је дознао за пораз код Кршког, Грегорић је скренуо према селу Планини, где се налазила Штерцова група, али због лажне вести о упаду Турака у Штајерску, штајерски устаници су се разбегли, а Штерца је заробио управитељ властелинства. Пошто није успео да ослободи Штерца, Грегорић је одступио долином Бистрице преко Пилштања према Загорју.